# Eternal Elysium
Eternal Elysium (エターナル・エリシウム, Etānaru Erishiumu) est un groupe de stoner et doom metal japonais, originaire de Nagoya.

## Biographie
Eternal Elysium enregistre quatre albums et deux splits depuis ses débuts, en date de 2008. Le groupe est formé en 1991 par le guitariste/chanteur Yukito Okazaki, et change fréquemment de formation. Okazaki est rejoint par le bassiste Atsutoshi Tachimoto et par le batteur Jiro Murakami pour l'enregistrement de plusieurs démos et du premier album, Faithful. En 1993, après le départ de Tachimoto et Murakami, Okazaki fait appel à une nouvelle section rythmique, composée du bassiste Jun Kawasaki et du batteur Yashuhiro Okada. Mais celle-ci est éphémère, Okazaki la remplaçant rapidement par Eiichi Okuyama à la basse et Takashi Kuroda à la batterie. Cette dernière formation est stoppée lorsque Okazaki tombe malade et dut annuler les tournées prévues. En 1997, le groupe se reforma et enregistra des morceaux pour plusieurs compilations, notamment At the Mountains et I Am Vengeance. 
En 2000, Eternal Elysium signe sur le label MeteorCity et sorti son second album, Spiritualized D. Okuyama se retire en 2000 et est remplacé par le bassiste Toshiaki Umemura. Kuroda lui quitte le groupe en 2002, peu après l'enregistrement du troisième album, Share, sorti le 25 février la même année. Rio Okuya est introduit dans la formation pour enregistrer les percussions de l'album avant que le batteur Tom Huskinson est désigné pour terminer le travail. Après avoir sorti un split avec Of the Spacistor en 2003, le groupe refait son apparition en 2005 avec un nouveau bassiste (Tana Haugo) et un nouveau batteur (Antonio Ishikawa) pour l'enregistrement de leur dernier album, Searching Low and High, sur le label Diwphalanx Records. Eternal Elysium est également présent sur le DVD live Wizard's Convention: Japanese Heavy Rock Showcase aux côtés d'autres groupes japonais tels que Boris, Church of Misery, et Greenmachine. En 2007, le groupe sort un split avec Black Cobra. En 2009, le groupe sort un nouvel album intitulé Within the Triad. 
Après quelques années d'absence, Eternal Elysium publie son sixième album studio intitulé Resonance of Shadows, en 2016.

## Membres
- Yukito Okazaki - chant, guitare
- Tana Haugo - basse
- Antonio Ishikawa - batterie

## Discographie

### Albums studio
- 1995 : Faithful
- 2000 : Spiritualized
- 2002 : Share
- 2005 : Searching Low and High
- 2009 : Within the Triads
- 2016 : Resonance of Shadows

### Singles/EP
- 2003 : split avec Of the Spacistor (split)
- 2007 : split avec Black Cobra (split)
- 2008 : Eternal Elysium (EP)
- 2012 : Ascending Circulation (split)
- 2012 : Highflyer (EP)

### Album live
- 2005 : Wizard's Convention: Japanese Heavy Rock Showcase

### Compilations
- 1998 : Easygoin' (sur At the Mountains of Madness)
- 1998 : Easygoin', Zen et Splendid, Selfish Woman (sur Doomsday Recitation)
- 1998 : Innocent Exile (reprise de Iron Maiden) (sur Slave to the Power)
- 2001 : Seduction (reprise de Black Widow) (sur King of the Witches)
- 2001 : Burning a Sinner (reprise de Witchfinder General) (sur I Am Vengeance)
- 2004 : Godzilla (reprise de Blue Öyster Cult) (sur Not of This Earth)